# Незавершений роман (фільм)
«Незавершений роман» в українському прокаті йшов під назвою «Незакінчений роман» (фр. Impardonnables, дослівно укр. Непростимий) — французька драма режисера Андре Тешіне, що вийшла 2011 року. У головних ролях Андре Дюссольє і Кароль Буке.
Стрічка знята на основі однойменного роману французького письменника Філіппа Джана. Сценаристами були Андре Тешіне і Мехді Бен Аттія, продюсером — Саїд Бен Саїд. Вперше фільм продемонстрували 16 травня 2011 року на Каннському кінофестивалі. В Україні у кінопрокаті прем'єра фільму відбулась 12 квітня 2012.

## Сюжет
Відомий автор кримінальних романів Франсіс приїжджає до Венеції, щоб закінчити чергову книгу. Агент з нерухомості Жудіт, приваблива молода жінка, пропонує йому придивитися до відокремленого старого будинку недалеко від Венеції, на острові Сент-Еразмо. Письменник вирішує там оселитися, але за однієї умови — Жудіт повинна приєднатися до нього, ставши його дружиною. Вона несподівано і легко погоджується. Усамітнення подружньої пари раптово руйнує доросла дочка письменника Аліс, модель і актриса, яка через кілька днів настільки ж раптово і без пояснень зникає з острова...

## У ролях
| Актор          | Персонаж                  | Роль |
| -------------- | ------------------------- | ---- |
| Андре Дюссольє | Френсіс фр. Francis       |      |
| Кароль Буке    | Жудіт фр. Judith          |      |
| Мелані Тьєррі  | Аліс фр. Alice            |      |
| Адріана Асті   | Анна-Марія фр. Anna Maria |      |
| Алексіс Лоре   | Роджер фр. Roger          |      |

## Сприйняття

### Критика
Фільм отримав змішано-позитивні відгуки: Rotten Tomatoes дав оцінку 76 % на основі 34 відгуків від критиків (середня оцінка 6.7/10) і 35 % від глядачів із середньою оцінкою 2,9/5 (1,605 голосів). Загалом на сайті фільм має змішаний рейтинг, фільму зарахований «стиглий помідор» від кінокритиків, проте «розсипаний попкорн» від глядачів, Internet Movie Database — 5,8/10 (554 голоси), Metacritic — 66/100 (12 відгуків критиків). Загалом на цьому ресурсі від критиків фільм отримав позитивні відгуки, а від глядачів — змішані.

### Касові збори
Під час показу у Франції протягом першого тижня фільм був продемонстрований у 105 кінотеатрах і зібрав 573,802 $, що на той час дозволило йому зайняти 12 місце серед усіх прем'єр. Показ фільму протривав 12 днів (1,7 тижня) і завершився 24 серпня 2011 року. За цей час фільм зібрав у прокаті у Франції 1,099,385 доларів США, а у решті світу 206,504 $, тобто загалом 1,305,889 $ при бюджеті 7,5 млн € .

### Виноски
1. 1 2  Unforgivable: Release Info (англ.). Internet Movie Database. Архів оригіналу за 14 квітня 2015. Процитовано 9 жовтня 2014.
2. 1 2  Незавершений роман. Kino-teatr.ua. Архів оригіналу за 16 жовтня 2014. Процитовано 9 жовтня 2014.
3. 1 2  Impardonnables (фр.). JP's Box-Office. Архів оригіналу за 12 серпня 2014. Процитовано 23 жовтня 2014.
4. 1 2 3 4  Unforgivable (англ.). Box Office Mojo. Архів оригіналу за 9 жовтня 2014. Процитовано 9 жовтня 2014.
5. ↑  Unforgivable (англ.). AllMovie. Архів оригіналу за 4 березня 2015. Процитовано 9 жовтня 2014.
6. ↑  Unforgivable: Full Cast & Crew (англ.). Internet Movie Database. Архів оригіналу за 14 квітня 2015. Процитовано 9 жовтня 2014.
7. ↑  Unforgivable (англ.). Rotten Tomatoes. Архів оригіналу за 29 жовтня 2014. Процитовано 9 жовтня 2014.
8. ↑  Unforgivable (англ.). Internet Movie Database. Архів оригіналу за 15 вересня 2014. Процитовано 9 жовтня 2014.
9. ↑  Unforgivable (англ.). Metacritic. Архів оригіналу за 7 січня 2015. Процитовано 9 жовтня 2014.